# 10027 Perozzi
10027 Perozzi este un asteroid din centura principală de asteroizi.

## Descriere
10027 Perozzi este un asteroid din centura principală de asteroizi. A fost descoperit pe 30 martie 1981 la Stația Anderson Mesa de Edward L. G. Bowell. Asteroidul prezintă o orbită caracterizată de o semiaxă mare de 2,37 ua, o excentricitate de 0,19 și o înclinație de 7,9° în raport cu ecliptica.